# 金秉準
金 秉準（キム・ビョンジュン、김병준、1954年3月26日 - ）は、韓国の政治学者。現在、国民大学校名誉教授。盧武鉉政権時代に青瓦台（大統領府）政策室長、教育担当副首相、教育人的資源部長官などを歴任した。
盧武鉉との関わり合いが深く、腹心とも称されていた。盧武鉉政権時には、失政が続いた盧の心境を代弁するだけではなく、（閣僚級として）問題解決のため努力せよと指摘されたこともあった。

## 経歴
1954年3月26日、慶尚北道高霊郡出身。大邱商業高校（現在の大邱商苑高等学校）を卒業後、嶺南大学校で政治学を学び、韓国外国語大学校大学院にて政治学修士を取得。1984年にデラウェア大学大学院で政治学博士を得た。
1986年より国民大学校の行政政策学部教授となり、キャリアを積み上げ2002年に同大学の行政大学院院長にまで上り詰めた。2004年に院長を退任。

### 盧武鉉と共に
2002年5月、年末の大統領選挙を目指していた新千年民主党の盧武鉉の政策諮問団団長を務めたところから本格的に政治と関わっていくことになる。12月の大統領選挙では盧武鉉が次期大統領に当選し、金秉準も大統領職引継ぎ委員会に加わった。盧武鉉政権発足後は大統領の諮問機関である政府革新地方分権委員会の委員長に就任。
2004年6月、病気で入院中の朴奉欽に代わる青瓦台政策室長に任命される。この時、尹太瀛大統領府スポークスマンは金秉準について、行政学の理論や実務に関する見識、経験を備えている改革を指向する学者であると表現し、国の主要課題解決のための調整を円満に行ってくれるだろうと期待を表明している。
金秉準は政策室長として、大統領政策企画委員長の李廷雨と共に盧武鉉政権の政策設計に関わり、首都移転、不動産投機対策、教育、地方分権、行政改革、格差是正といった問題に取り組んだ。2005年7月に李廷雨が退任したため金秉準はその分の業務も引き受けることとなった。しかし具体的な成果は上げられず、特に不動産投機対策や税金政策の失敗が与党ウリ党の支持低下、ひいては2006年5月31日の統一地方選挙における与党惨敗を招いたとされる。加えて金秉準には健康問題も浮上しており、選挙の2日前に政策室長を辞任した。
2006年7月には内閣改造が行われ、金秉準は教育人的資源部（現在の教育部）長官となる。同職は副首相を兼任することとなっていたため、金秉準も副首相（教育担当副首相）となった。しかしこの内閣改造自体の評判はあまり芳しいものではなかった。加えて金秉準が過去に提出した論文について、教え子の論文からの盗用疑惑や、過去に提出した論文と似た論文を新たに作成し重複提出することで研究費の二重取りを行っていたことが発覚し、野党から辞任要求が噴出。就任後わずか12日後の8月2日に辞意を表明した。しかし10月には大統領諮問政策企画委員長として青瓦台の一員に復帰し、翌11月には大統領政策特別補佐官も兼任することとなった。
2008年2月の盧武鉉政権終焉とともに政界から離れ、古巣の国民大学校に教授として戻った。また経済専門メディアイツデイ会長や社会デザイン研究所理事長に就任するなどした。長年行動を共にした盧武鉉が2009年5月に飛び降り自殺し、金秉準も弔問に姿を見せている。

### 自由韓国党非常対策委員長
盧武鉉政権時代の野党第一党で盧武鉉大統領と対立していたハンナラ党が党名変更した自由韓国党の非常対策委員長に2018年7月17日に選出された。6月の第7回全国同時地方選挙で惨敗した党の再建を担う。自由韓国党の党首に就任するという異例の人事となった。
2021年、尹錫悦大統領候補の常任選挙対策委員長に就任。
2022年3月、尹錫悦次期大統領の大統領職引継ぎ委員会で地域均衡発展特別委員長に就任。

### 全国経済人連合会会長職務代行
2023年、全国経済人連合会会長職務代行に就任。

## 国務総理への指名と撤回
金秉準の名前は国務総理候補として何度か挙がってきた。
2006年3月に盧武鉉大統領下で李海瓚首相が辞任した際には盧の考えを理解している人物として後任候補に名前が挙がり、盧武鉉大統領も何度か金秉準に打診したが、結局は韓明淑が新首相となった。
朴槿恵政権下の2014年4月に当時の鄭烘原首相がセウォル号沈没事故の初動対応で批判を浴びた責任を取って辞意を表明した際には、鄭の後任に指名された安大熙が弁護士時代に不透明な高額報酬を得ていた疑惑が浮上して指名を辞退、続いて指名された文昌克は過去の親日的とされる発言が問題視され、やはり辞退に追い込まれるなどしてなかなか後継が決まらなかったため、金秉準の名前も候補として取り沙汰された。
2016年10月に朴槿恵大統領が国家機密を長年の親友だったチェ・スンシル（崔順実）に漏洩していたことが発覚して政権支持率が急落した際、当面の打開策として挙国一致内閣を樹立すべきとの声が高まり、新政権の首班候補として金秉準の名前が挙がった。11月2日、朴槿恵大統領は黄教安首相の後継として金秉準を新首相に指名した。野党に近い人物である金秉準の首相指名は朴大統領としては野党に配慮した結果だったが、事前に野党への相談がなかったためにかえって反発にあい、議会承認に必要な人事聴聞会すら開催の目処は立たなかったため、11月8日に朴大統領は金秉準への首相指名断念に追い込まれた。

## 日本との関わり
盧武鉉政権下、政策室長を務めていた金秉準は竹島問題、歴史教科書問題に対応するための政府常設組織「北東アジア平和に向けた正しい歴史定立企画団」の構成を主導し、団長となった。2005年3月に盧武鉉が国民向け談話の中で日本に対する強硬な姿勢を表明した際には、乗せられる形で「日本がどうしようとも、韓国は韓国の道を進む」「わが政府は、過去の政府とは異なる、過去から自由な政府だ」と発言している。
2018年11月6日、訪韓した塩崎恭久衆議院議員と会談。徴用工裁判の判決について問題提起を受けた際には、「日本がいつも我々に被害を与えたという感情が非常に強い」として、日本側の指摘に同意できない姿勢を示した。
2019年2月20日、自由韓国党所属所属議員である金碩基らとともに訪日。前年に訪韓し、訪日を要請していた二階俊博自由民主党幹事長らと悪化した日韓関係などに関して会談を行った。

## 過去の発言
- 2005年7月、鉄道庁（現在の韓国鉄道公社）の油田開発にまつわる投資疑惑や韓国道路公社による行淡島開発疑惑が浮上した際、青瓦台はこれらの事件とは無関係だとし、「背景に青瓦台があるかのように、マスコミは風船ガムのように話を膨らませているが、国家発展に百害あって一理なし」と発言したところ、報道機関から批判を受けた[31]。